# Westoverledingen
Westoverledingen is een gemeente in het Duitse Landkreis Leer in de deelstaat Nedersaksen, en telt 21.423 inwoners op een oppervlakte van 111,9 km². De gemeente maakt deel uit van de regio Oost-Friesland. De hoofdplaats, waar ook het gemeentehuis staat,  is Ihrhove.

## Bestuurlijke indeling

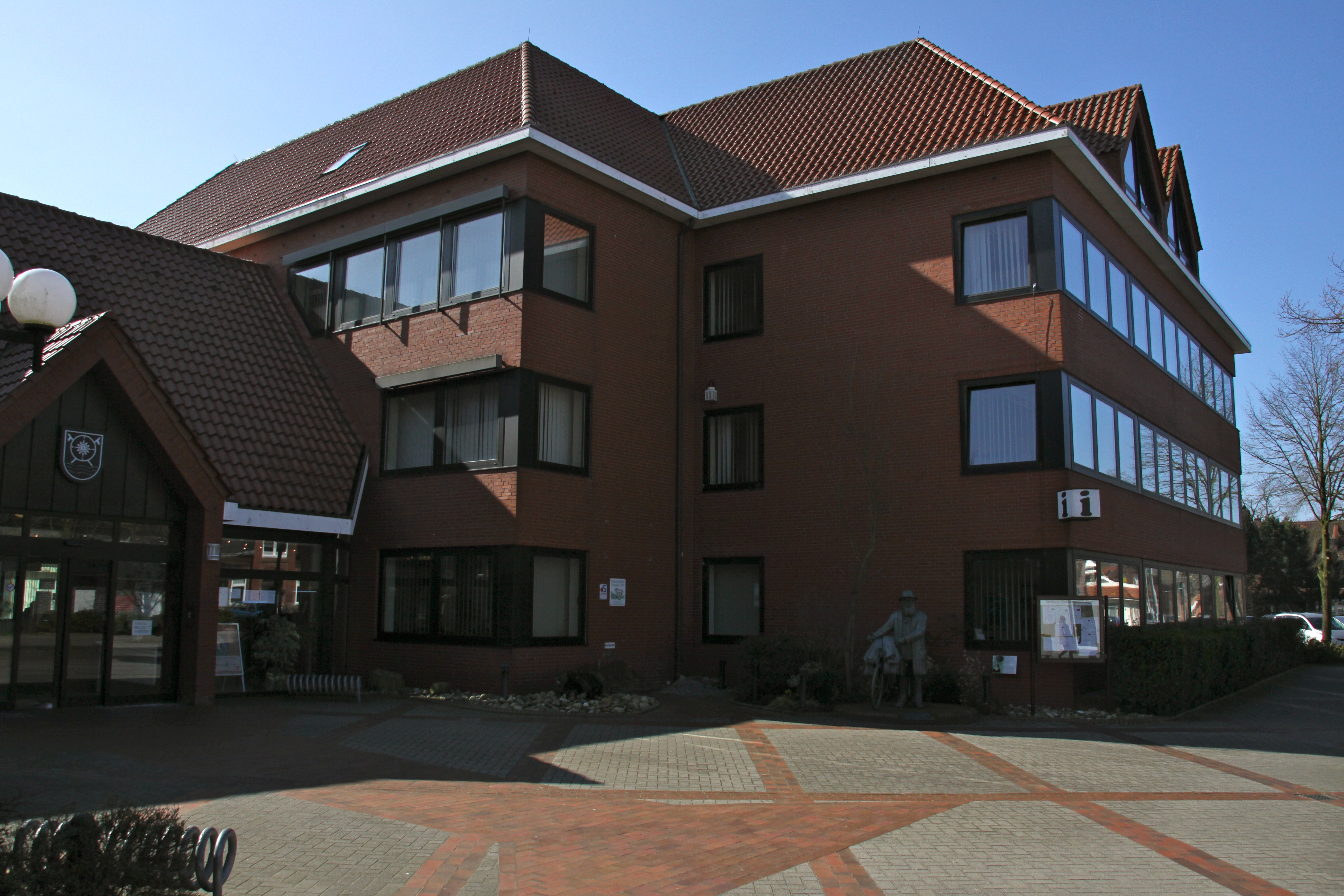
Gemeentehuis te Ihrhove

De gemeente is bestuurlijk ingedeeld in:
- Breinermoor (325)
- Driever (108; in het noorden van de gemeente, aan de Eems)
- Esklum (187; aan de Leda)
- Flachsmeer (4.737; met direct aan de zuidkant Völlenerkönigsfehn, dat bestuurlijk echter tot Völlen behoort) (B)
- Folmhusen (584) (B)
- Großwolde (1.670; ten zuiden van Ihrhove, aan de B 70)
- Grotegaste (116; aan de Eems ten W. van Ihrhove)
- Ihren (1.968; met aan de zuidkant Ihrenerfeld) (B)
- Ihrhove (3.626; zetel van het gemeentebestuur) (B)
- Mitling-Mark (168; aan de Eems)
- Steenfelde (2.254; ten zuiden van Großwolde, aan de B 70) (B)
- Völlen (5.771; tegen Papenburg aan; incl. het verder oostelijk aan de B 70 gelegen Völlenerfehn) (B)

Tussen haakjes het aantal inwoners volgens de gemeentewebsite.
Totaal aantal inwoners: 21.514. Peildatum : 31 december 2020. Bron:https://www.westoverledingen.de/gemeinde/zahlen-daten-fakten/bevoelkerung
Elk van de Ortsteile heeft een eigen dorpsvertegenwoordiger (Ortsvorsteher, of, voor de 7 grootste, op bovenstaande lijst met (B) gemerkte, dorpen, een door een Ortsrat bijgestane Ortsbürgermeister) bij de gemeente. De ligging van de Ortsteile ten opzichte van elkaar kan het beste worden bekeken, door een website met plattegrond te downloaden; de meest bruikbare is: Falk

## Geografie, infrastructuur

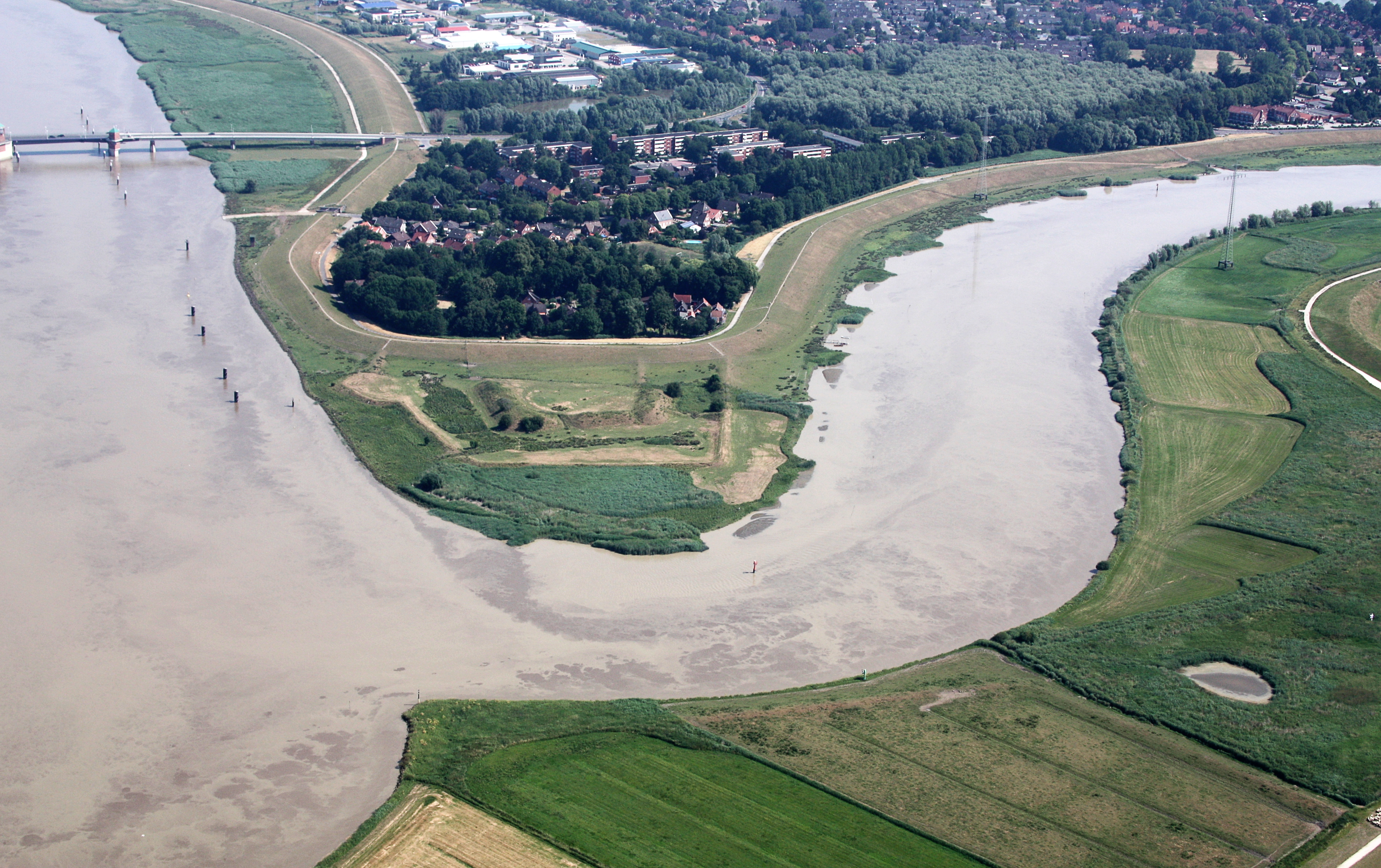
Monding van de Leda (rechts) in de Eems (links). Westoverledingen ligt onderaan de foto. In het midden Leerort, gem. Leer.

De gemeente ligt in het uiterste zuiden van Oost-Friesland, tussen de steden Leer en Papenburg. Ze vormt met Rhauderfehn en Ostrhauderfehn het historische Overledingerland (zie ook: Friese Vrijheid) in Oost-Friesland. Westoverledingen bestaat uit een groot aantal veendorpen en, aan de west- en noordkant, enkele kleine terp- en dijkdorpen in polderland langs de Eems en de Leda. Het veengebied wordt op veel plaatsen gekenmerkt door een coulisselandschap.

### Aangrenzende gemeenten
- Aan de westzijde, over de Eems: Weener
- In het noorden: Leer
- In het zuiden: Papenburg
- In het oosten: Rhauderfehn en, iets verderop, Ostrhauderfehn

### Wegennet
De belangrijkste doorgaande weg is de van Leer door de gemeente, o.a. door haar "hoofddorp" Ihrhove, lopende Bundesstraße 70. Deze loopt verder zuidelijk naar Papenburg. Iets ten noorden van Ihrhove takt de Bundesstraße 438 naar Ostrhauderfehn af van de B 70.

### Waterwegen
De rivier de Leda mondt aan de noordrand van de gemeente, tussen Esklum en Driever, en tegenover de voormalige vesting Leerort, uit in de Eems. Binnen de gemeentegrenzen zijn de laagste ongeveer 2 kilometer van de Leda, en de Eems, over haar volle lengte, voor de binnenvaart bevaarbaar, de Eems zelfs voor de zeescheepvaart. Binnen de gemeentegrenzen bevinden zich aan deze rivieren geen havens.

### Openbaar vervoer
Station Ihrhove is gelegen aan twee spoorlijnen, te weten de west-oost lopende Spoorlijn Harlingen - Nieuwe Schans (waarvan een gedeelte onder het artikel Wiederline meer gedetailleerd wordt beschreven), en de noord-zuid lopende  spoorlijn Emden-Münster Hbf.  Er stoppen echter geen reizigerstreinen. Er zijn plannen, om als de Friesenbrücke over de Eems in het eerste halfjaar van 2025 weer door treinen kan worden bereden, op dit station weer passagierstreinen te laten stoppen.
Voorlopig is het openbaar vervoer in de gemeente beperkt tot - in het algemeen sporadisch- busvervoer. De belangrijkste streekbuslijn rijdt van Papenburg via Völlenerkönigsfehn, Flachsmeer, Ihrenerfeld, Ihren, Ihrhove, Folmhusen, Breinermoor en Esklum naar Leer v.v. Deze lijn rijdt op werkdagen tussen 06.00 en 19.00 zeven keer per dag, met zes à acht extra ritten voor scholieren op dagen, dat er op de scholen les wordt gegeven, dus op schooldagen 13 à 15 ritten. Op zaterdagen rijdt deze bus 4 keer. Op zon- en feestdagen is er in, van en naar de gemeente Westoverledingen in het geheel geen openbaar vervoer.

## Kerkelijke gezindten
De bevolking is in godsdienstig opzicht zeer veelzijdig, daar de gemeente op de grens van lutherse, calvinistische en katholieke gebieden ligt. De westelijke rivierdorpen en het grootste veendorp Ihrhove zijn hoofdzakelijk  evangelisch-reformiert (calvinistisch hervormd), de andere veendorpen en het rivierdorp Völlen hoofdzakelijk evangelisch-lutherisch (luthers), met daartussen vooral in de veendorpen een grote katholieke minderheid door migratie vanuit het Eemsland. Van de totale bevolking staat 47% als luthers, 24% als hervormd en 17% als katholiek geregistreerd. Daarnaast zijn er nog kleinere zgn. Freikirchen, waaronder baptisten en een evangelisch-altreformierte,  calvinistisch gereformeerde, kerk.

## Economie
De belangrijkste pijler van de economie in de gemeente Westoverledingen is de landbouw. Verreweg het grootste gedeelte van de oppervlakte van de gemeente is landbouwgrond. Daarnaast is de energiewinning van economisch belang. Een Frans concern wint er aardgas d.m.v. het fracking- procedé. Verder is er bij Steenfelde een windpark met 16  kleine windturbines, die in de toekomst vervangen zullen worden door 8 grote.
Enkele grote ondernemingen, die in het verleden in de gemeente gevestigd waren, zijn in respectievelijk 2004 ( een groot aannemersbedrijf) en 2012 (een lampenfabriek) failliet gegaan. Hun bedrijven hebben plaats gemaakt voor veel midden- en kleinbedrijf van uitsluitend lokaal of regionaal belang. 
Het dorp Völlen in het zuiden van Westoverledingen ligt dichtbij de Meyer Werft in het direct aangrenzende Papenburg. Veel dorpelingen hebben daar hun werkkring. 
Enig toerisme is vooral geconcentreerd dicht bij de Eems, waar enige langeafstands-fietsroutes langs lopen en ook enige toeristische faciliteiten aanwezig zijn.

## Geschiedenis

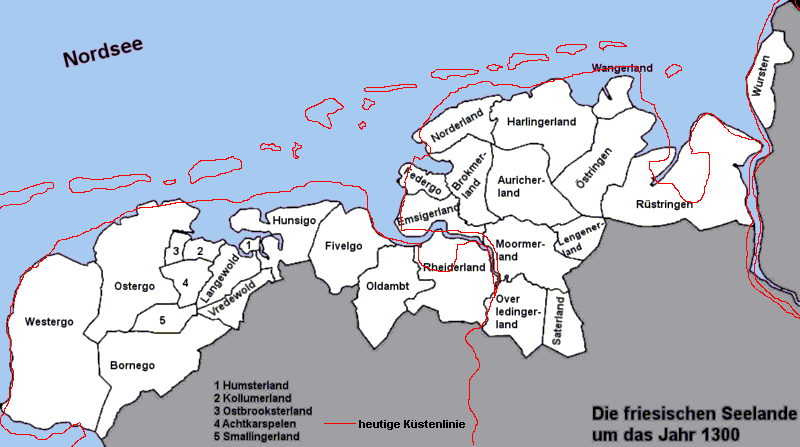
De Friese landen rond 1300; Het Overledingerland  ligt iets rechts van het midden van de kaart. De rode lijn is de kustlijn en het verloop van rivieren anno 2020.
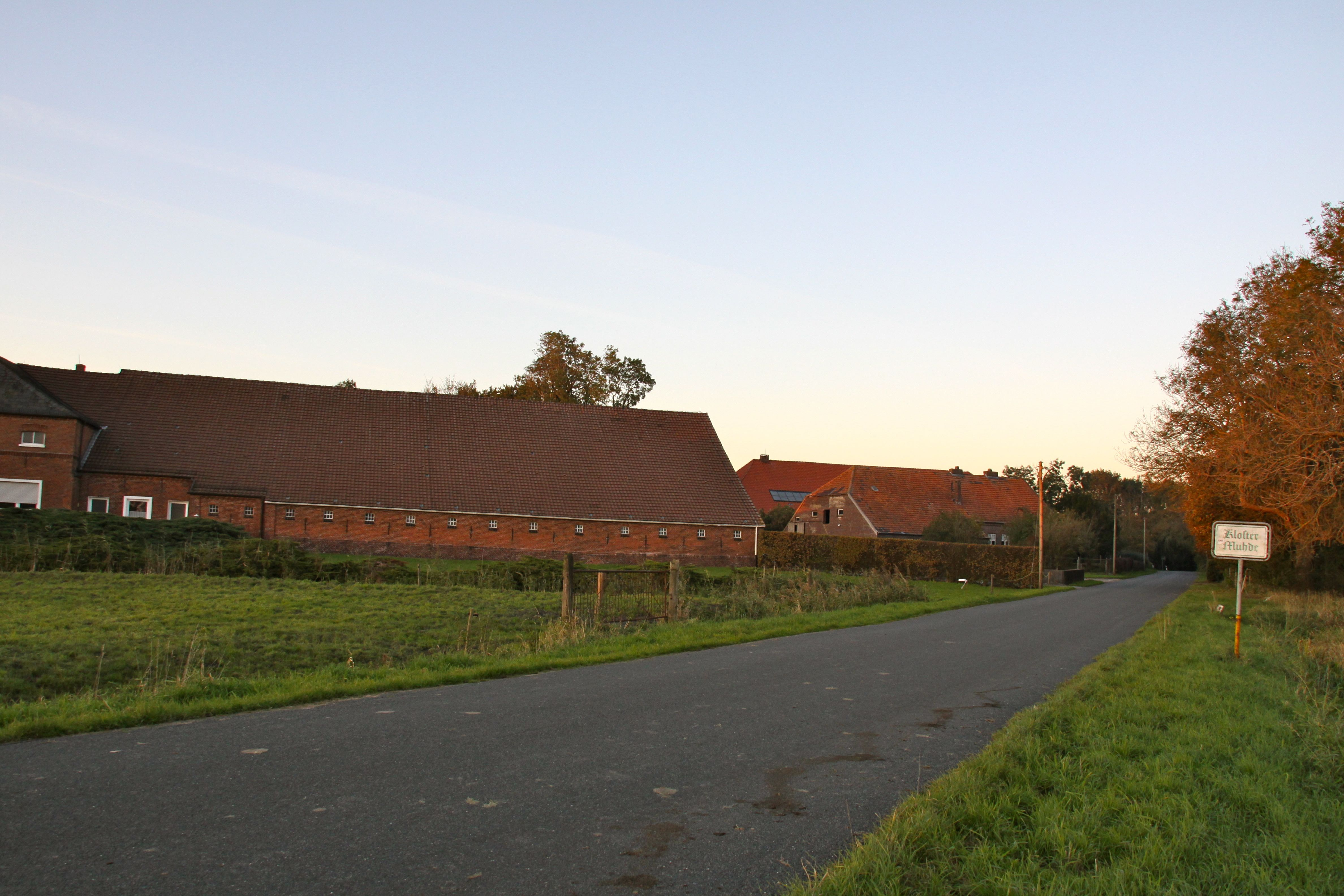
Boerderij op de locatie van Kloster Muhde
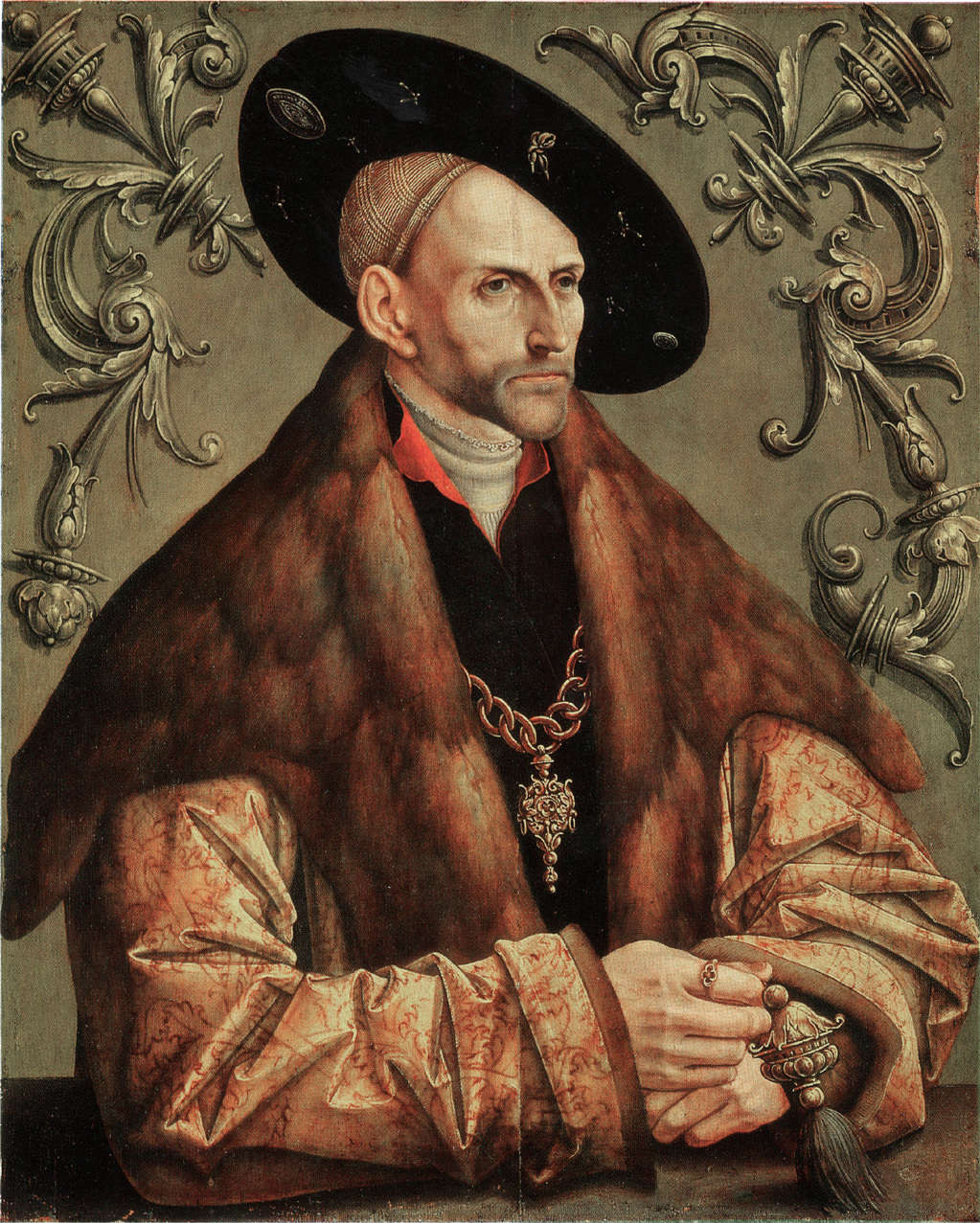
Graaf Edzard I van Oost-Friesland
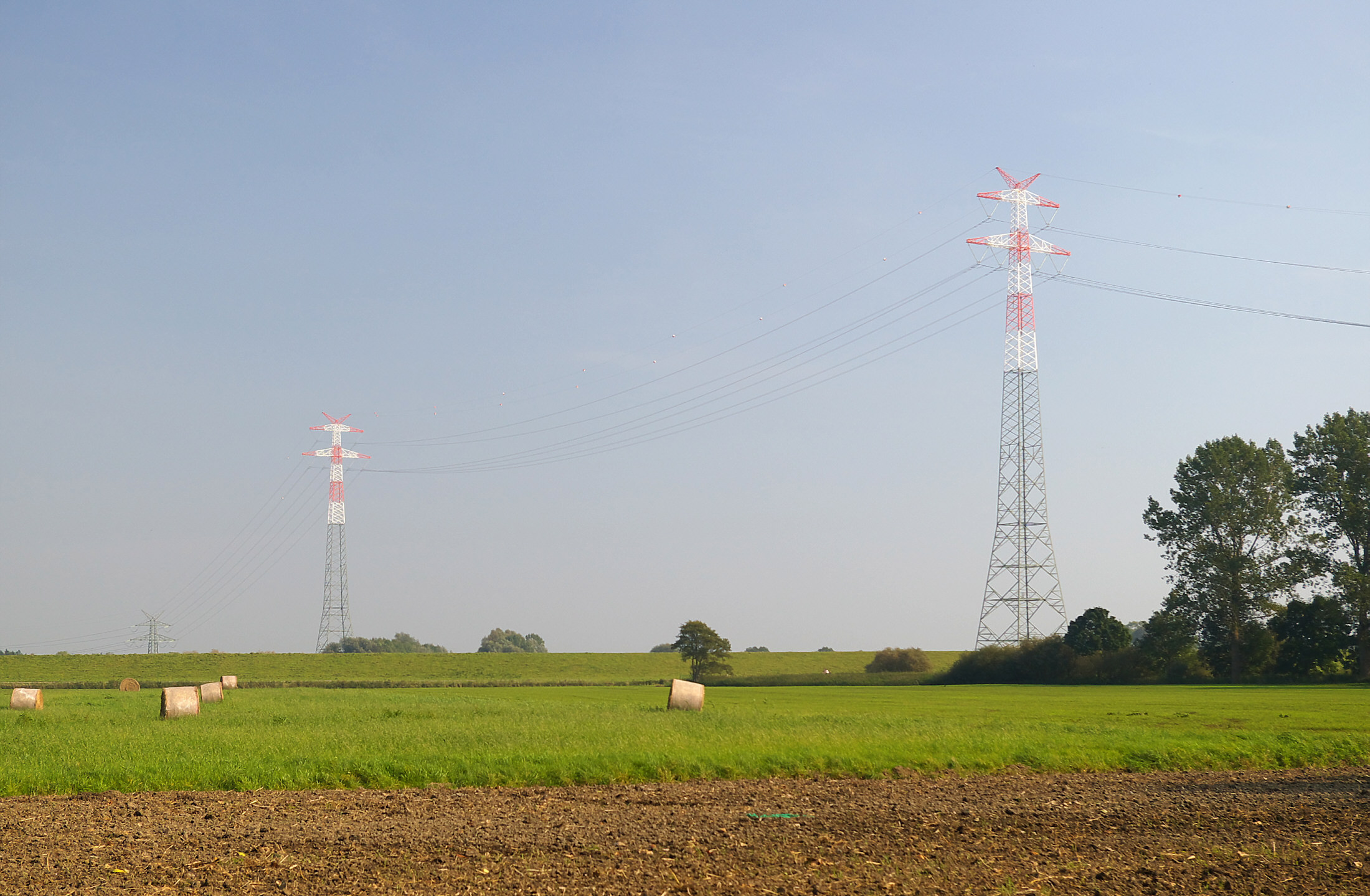
De 380-kV-hoogspanningsleidingen na de verhoging van de masten van 84 tot 110 m (2007)
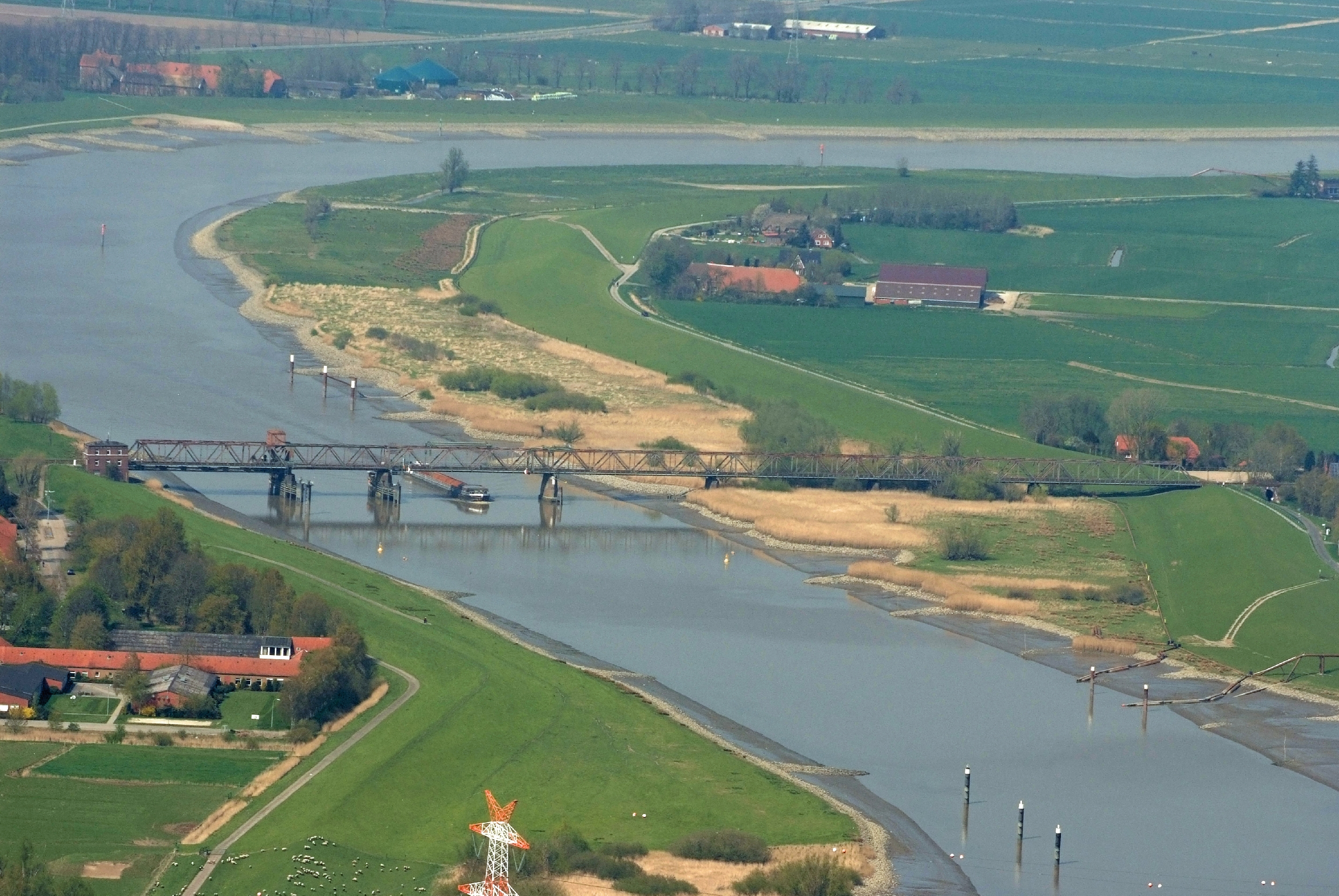
De Friesenbrücke over de Eems voor de aanvaring van 3 december 2015
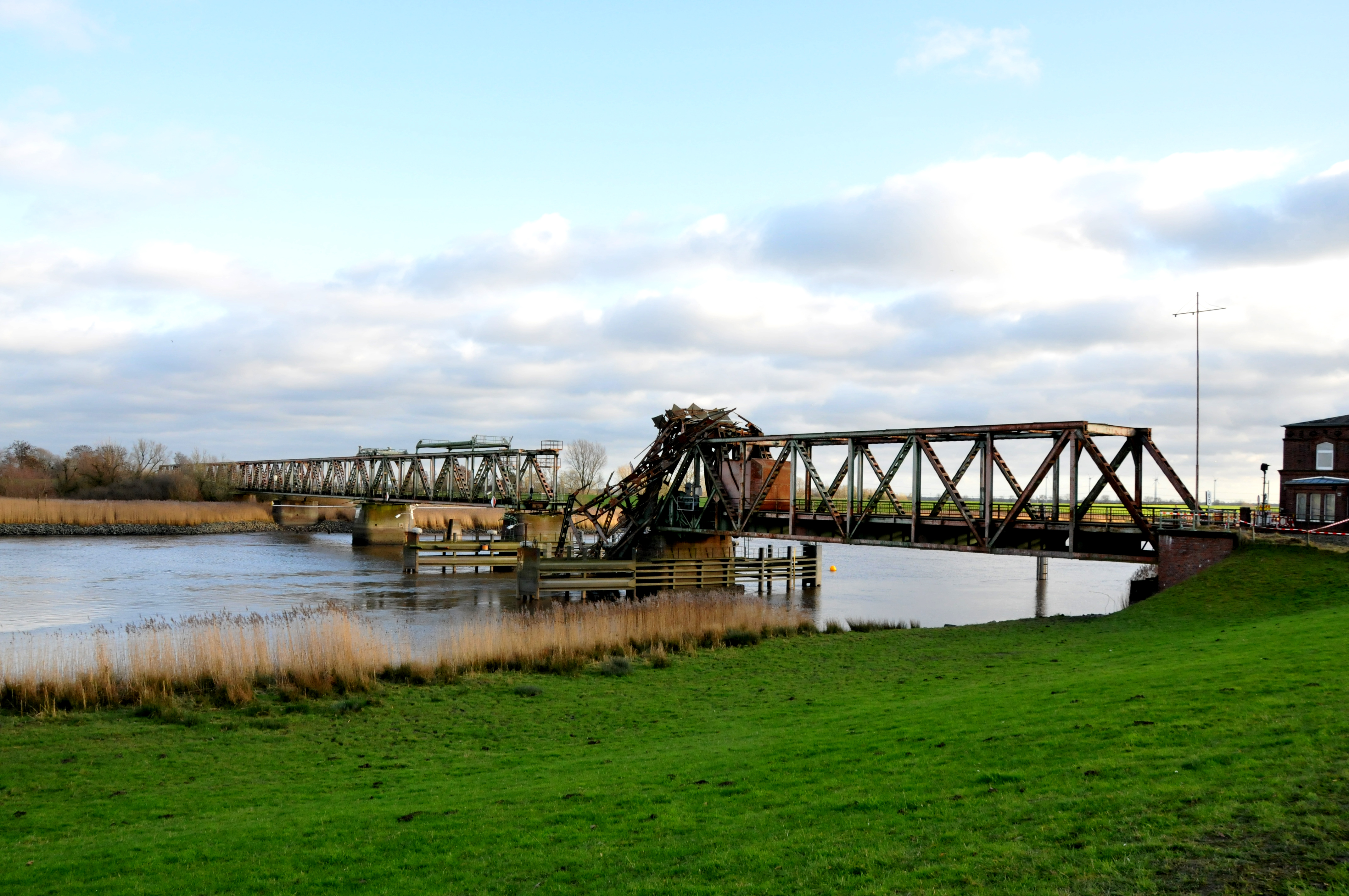
De brug na de aanvaring door de Emsmoon (3 dec. 2015)

### Herkomst van de naam Westoverledingen
In de oude Friese landen kende het gebied rond Aurich, waar de Upstalsboom zich bevond, een centrale bestuursfunctie. Vanuit dit Auricherland gezien was het hier beschreven gebied het land (aan de) over(kant van) de rivier de Leda. Van dit oude Overledingerland vormt de huidige gemeente het westelijke gedeelte.

### Tot 1000
Mogelijk liep over de zandrug in de gemeente reeds rond 8000 v.Chr. een door mensen  regelmatig gebruikt voetpad. In de Jonge Steentijd en de Bronstijd is het gebied gedeeltelijk bewoond geweest. In de buurt van Völlen is door archeologen bewijsmateriaal voor de aanwezigheid van een Chaukische nederzetting gevonden, mogelijk uit de eerste twee eeuwen van de jaartelling. De Chauken zijn nadien door de Friezen verdreven of geassimileerd. Uit deze tijd dateren de oudste warften, hier Wurten genoemd. 

### 1000-1400
Het gebied kwam na de dood van Karel de Grote in een aan de Saksen in leen gegeven gouw, Emsgau, te liggen. Deze bestond uit de latere vier Friese landen  Overledingerland, Moormerland, Lengenerland en Rheiderland. Vanaf omstreeks het jaar 1000 begon men in het gebied de eerste dijken aan te leggen. De saamhorigheid tussen de hieraan werkzame mannen wordt als een van de oorzaken van de latere Friese vrijheidsdrang gezien. Van 1284 tot 1566 bestond tegenover het latere Leerort, aan de samenvloeiing van Leda en Eems, het Kloster Muhde (de naam komt overeen met: "Muiden", aan de monding), een commanderij van de Johannieter orde. Er volgden stichtingen van kerkdorpjes, waarvan de kerken bewaard zijn gebleven. De bloeiperiode was slechts kort. In de 14e eeuw steeg wereldwijd de zeespiegel, waardoor overstromingen de inwoners dwongen naar meer landinwaarts te verhuizen; de Sint-Marcellusvloed (1362) en de pestepidemieën van rond 1350 eisten een zware tol.

### 1400-1744
Aan het einde van de 14e en het begin van de 15e eeuw verkregen hoofdelingen, onder wie leden van de familie Tom Brok, uit andere Friese gewesten steeds meer greep op het Overledingerland.  Dezen betwistten echter vooral elkaar om uitbreiding van hun eigen machtsgebieden. Na de  strijd tussen de Schieringers en Vetkopers en de Grote Friese Oorlog (1413-1422), die met de Vrede van Utrecht eindigde,  werd Focko Ukena de leidende figuur. Aanvankelijk bondgenoot van de Tom Brocks, versloeg Ukena met zijn mannen Tom Brock in de Slag op de Wilde Ackers (1427). Ook Ukena's macht was van korte duur, want een coalitie onder leiding van  Edzard Cirksena keerde zich tegen Ukena en versloeg hem meermalen, zodat Ukena in 1431 ook uit Leer werd verdreven. In 1464 werd dan een telg uit de familie Cirksena, Ulrich, die sedert 1441 reeds de machtigste man van Oost-Friesland was, door keizer Frederik III na betaling van een forse geldsom  tot rijksgraaf verheven. Hiermede begon het Graafschap Oost-Friesland, dat tot 1744 zou bestaan. Graaf Edzard I van Oost-Friesland liet in 1495 de zuidgrens van zijn gebied versterken door de bouw van een stins en een versterkte dijk bij Völlen, tegenover de Münsterse Papenborg.
In het begin van de 16e eeuw deed de Reformatie haar intrede. Er ontstonden zowel calvinistische als lutherse kerkgemeenschappen. Anders dan in de omliggende streken, was er een beperkt gedoogbeleid van groeperingen met een andere gezindte dan dat van de landsheer.  In deze tijd werd Völlenerfehn als eerste dorp in ontgonnen veen- of heidegebied gesticht.
In de Dertigjarige Oorlog had het gebied weliswaar niet van oorlogshandelingen te lijden, maar werd het wel van tijd tot tijd bezet door soldaten van diverse der strijdende partijen. De bezetting in 1622 door de -Hollands gezinde- Peter Ernst II van Mansfeld ging gepaard met zware, door de bevolking op te brengen, schattingen.

### 1744-1933
In 1744 verviel het -intussen sterk verarmde- gebied door erfenis aan het Koninkrijk Pruisen. Dit begon met een politiek van ontginning van het "onland", en de eerste veenkoloniën ontstonden. De tot laat in de 19e eeuw toegepaste veenbrandcultuur met boekweit als enig toegepast landbouwgewas was echter weinig duurzaam en winstgevend. In een waterrijk gebied bleek de verbouw van vlas lonend. Hier ontstond de kolonie Flachsmeer.
Na de val van Napoleon Bonaparte, die het gebied van 1806-1810 in zijn marionettenstaat Koninkrijk Holland had ondergebracht,  in 1815, kwam het gebied aan het Koninkrijk Hannover. In 1825 eiste een stormvloed talrijke levens onder zowel mens als dier. Nagenoeg geheel Oost-Friesland werd overstroomd (zie literatuurverwijzing onderaan dit artikel voor een contemporaine beschrijving van deze ramp).
In 1846 ontstonden in de gemeente kleine, maar invloedrijke baptistische kerkgemeentes. In 1855 verkreeg het gebied aansluiting op het spoorwegnet. Rond 1860 vestigden volgelingen van de Nederlandse dominee Hendrik de Cock in de streek (in 1860 te Ihrhove) zogenaamde altreformierte kerkgemeentes. 
Vanaf 1871 maakte het gebied deel uit van het Duitse Keizerrijk. In 1876 werd de spoorlijn van Leer naar  het Groningse Nieuweschans geopend. Deze lijn kruist sindsdien op station Ihrhove de al bestaande spoorlijn Emden-Münster. Ihrhove dankte hieraan een korte bloeiperiode; het dorp kreeg o.a. regelmatige boter- en veemarkten.
Tijdens de Eerste Wereldoorlog was er bij Großwolde een klein werkkamp. 65 Russische krijgsgevangenen moesten er onder zeer slechte omstandigheden een stuk veen van 999 ha ontginnen.

### Derde Rijk(1933-1945)
De lutherse dominee van de kerk te Steenfelde behoorde eind 1933 tot de actiefste vertegenwoordigers van de, tegen de nazi-kerk Deutsche Christen agerende, Bekennende Kirche. 
In de dorpen van Westoverledingen leefden enkele joden, en een groter aantal communisten, die slachtoffer werden van felle vervolging door de nazi's. Sommigen werden door SS'ers uit hun huizen gesleept en in de werk- en concentratiekampen van de nabije Emslandlager opgesloten. Verspreid over de gemeente werden gedurende de Tweede Wereldoorlog dwangarbeiders uit bezette landen, ook uit Nederland en België, naar de gemeente gebracht en in de meeste gevallen als boerenknechts tewerkgesteld.
In 1935 werd een verkeersbrug over de Eems in de huidige Bundesstraße 70 geopend; ze werd aan het eind van de Tweede Wereldoorlog door de Duitse Wehrmacht opgeblazen, een strategisch toen reeds zinloze actie. Het dorp Steenfelde leed de nodige materiële schade, toen de geallieerden Leer aanvielen en veroverden.

### Na 1945
De stormvloed van 1962 eiste in de gemeente weliswaar geen mensenlevens, maar veroorzaakte wel grote materiële schade. Doordat de Eemsdijk doorbrak, werd het dorp Völlen overstroomd.
Na de oorlog kende de gemeente grote werkloosheid, o.a. door de daling van de werkgelegenheid door rationalisering en mechanisering van de boerenbedrijven. Van 1957 tot 1984 bracht de aanwezigheid van de typemachinefabriek Olympia te Leer (maximaal 2.700 arbeidsplaatsen) tijdelijk soelaas. 
Op de late avond van 4 november 2006 deed zich een grote stroomstoring voor. Ter hoogte van Mitling-Mark overbrugt een zeer belangrijke 380-kilovolt-hoogspanningsleiding de Eems. Een op de Meyer-Werft te Papenburg gebouwd schip was zover afgebouwd, dat het naar zee versleept moest worden. Het kon niet veilig onder deze, toen 84 m hoog lopende, stroomkabels door. Daarom werd, zoals de werf twee maanden te voren met de netwerkbeheerders had afgesproken, de stroom uitgeschakeld. Daarbij ging het een en ander mis. Verscheidene landen in Europa zaten toen tot wel twee uur lang zonder elektriciteit. Na de storing werd de hoogspanningsleiding aangepast en tot 110 m verhoogd.
Op de avond van 3 december 2015 ramde ten westen van Ihrhove een vrachtschip, Emsmoon, de Friesenbrücke over de Eems in de spoorlijn Groningen-Leer. Deze werd daardoor onherstelbaar beschadigd. Korte tijd later waren de wrakstukken van de brug uit de rivier verwijderd, waardoor het scheepvaartverkeer weer normaal werd. Maar het overleg over de vervanging van de brug sleepte jarenlang voort. Volgens de meest recente planning (januari 2024) door de Deutsche Bahn komt er een gecombineerde hef- en draaibrug. Over de, van 2022-2025 te herbouwen, brug komt de spoorlijn weer (enkelsporig) te lopen, met ernaast, evenals voor 2015, een voet- en fietspad.

## Bezienswaardigheden
- In de gemeente staan, zoals overal in Oost-Friesland, een aantal, meest middeleeuwse, dorpskerkjes, die van cultuurhistorisch belang zijn. Zie:
  - Kerk van Esklum (midden 13e eeuw)
  - Hervormde kerk (Ihrhove) (midden 13e eeuw)
  - Kerk van Mitling-Mark (13e eeuw, oorspronkelijk behorend tot een klooster)
  - Kerk van Steenfelde (13e of 14e eeuw)
  - Kerk van Großwolde (midden 14e eeuw)
  - Petrus en Pauluskerk (Völlen) (begin 15e eeuw)
  - H.H. Sebastiaan- en Vincentiuskerk te Breinermoor ( eind 18e eeuw)
  - Johannes de Doperkerk (Grotegaste) (begin 19e eeuw)
  - Christuskerk (Völlenerkönigsfehn), bouwjaar 1907
  - Hervormde kerk (Ihrenerfeld), bouwjaar 1907/08
  - Te Ihren is de baptistische kapel uit 1854 in 1977 ingebouwd in een kerkelijk gemeentecentrum, dat ook voor niet-kerkelijke feesten en partijen afgehuurd kan worden.
  - Te Flachsmeer staat de enige historische rooms-katholieke kerk van de gemeente. Deze St. Bernarduskerk werd in 1860 gebouwd.
- In de gemeente staan enige oude windmolens. Die van Mitling-Mark, de enige die bezienswaardig is, is voorzien van een bakkerijmuseum.
- Langs de Eems liggen enkele kleine natuurreservaten, met name wetlands en weidereservaten t.b.v. de vogelwereld.
- Ten behoeve van dagrecreatie en watersport zijn drie kleine meren tot recreatieplassen ontwikkeld. Het grootste daarvan ligt op het terrein van het vakantie- en recreatiepark Am Emsdeich, halverwege Ihrhove en de Eems bij Grotegaste.
- Overige:
  - het Oost-Friese schoolmuseum van Folmhusen
  - het kleine openluchtmuseum in het vakantiepark Am Emsdeich, waartoe de interessante museumboerderij (type: Gulfhaus) van Neemann behoort.

## Afbeeldingen

### Kerkgebouwen e.d.

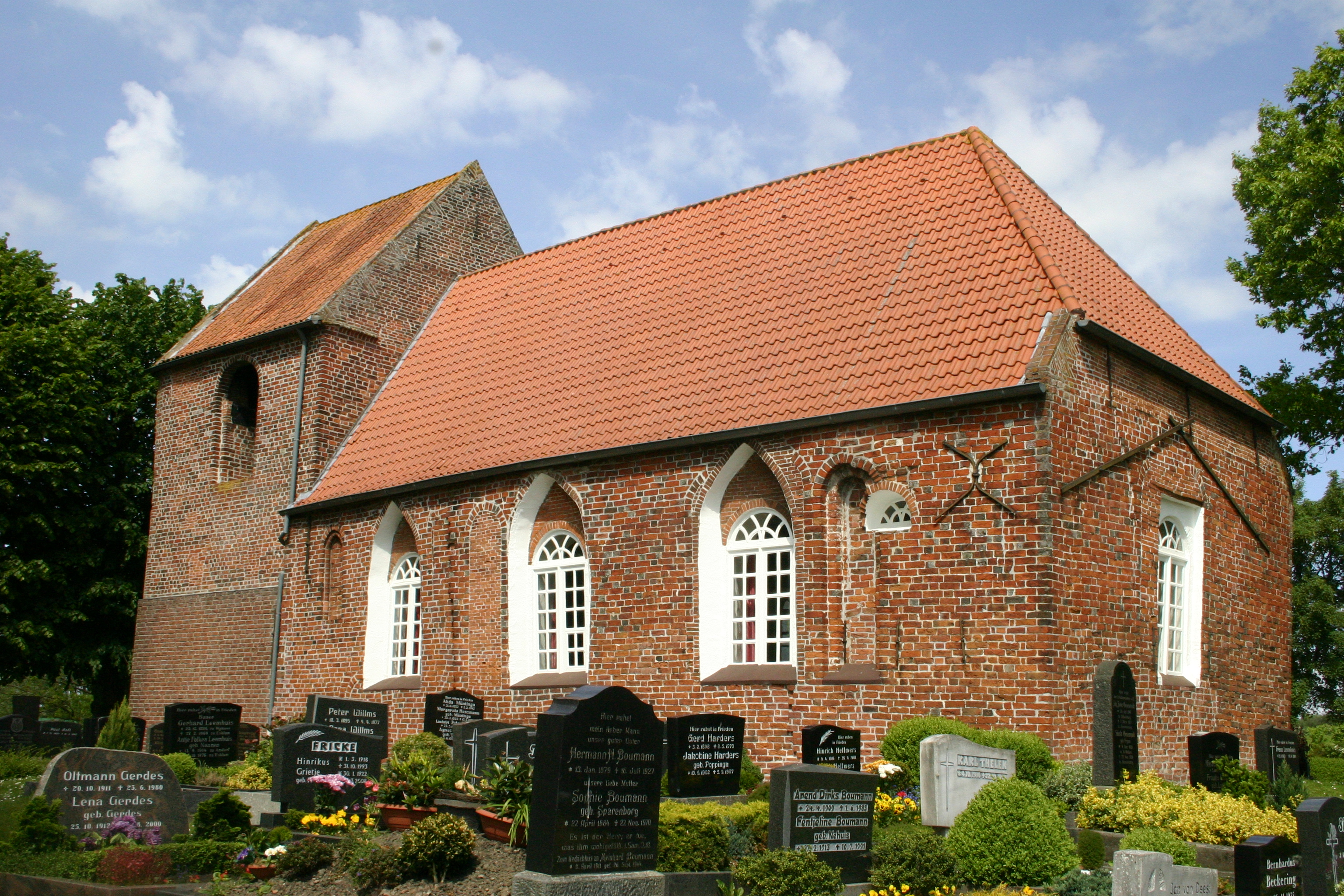
Kerk van Esklum
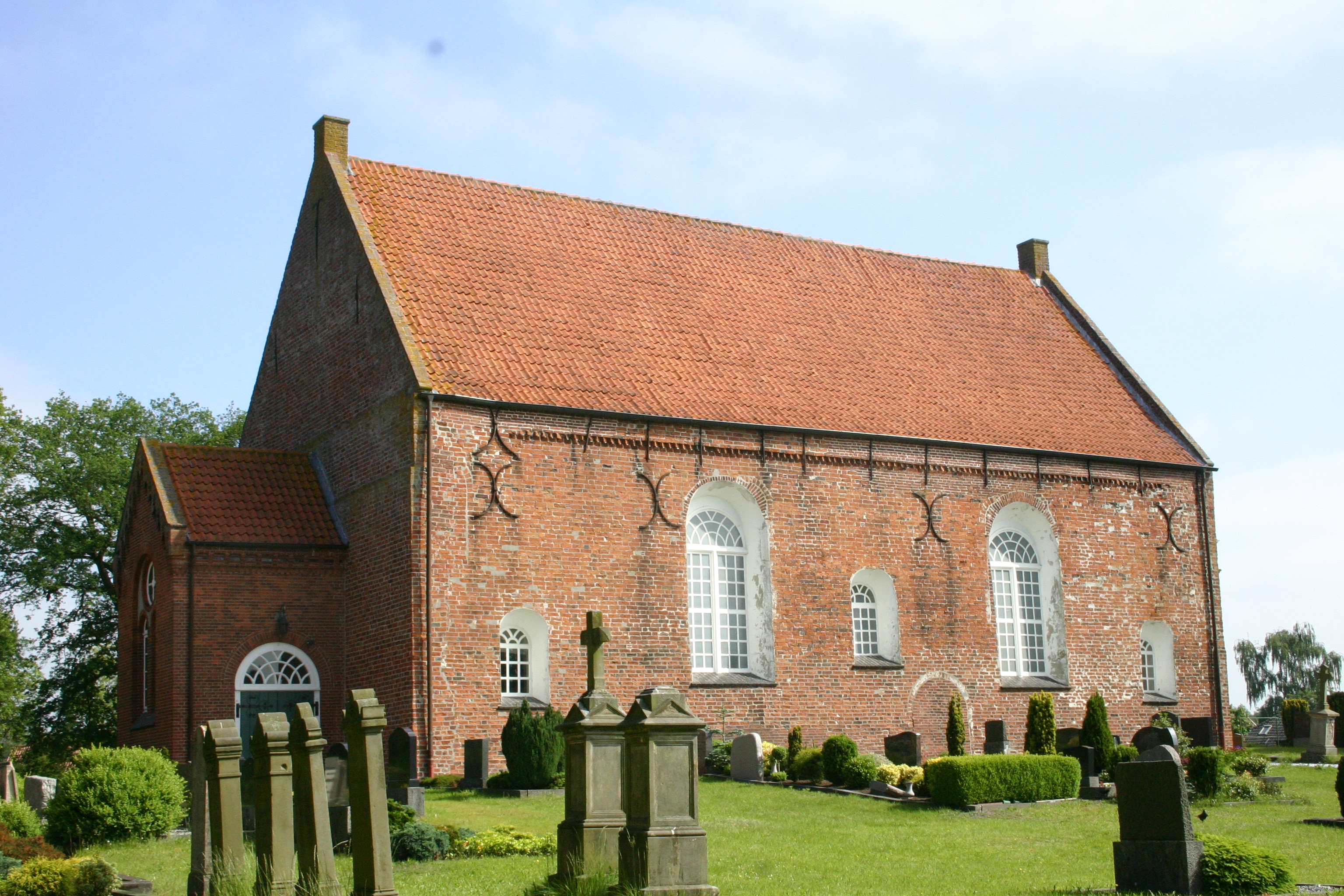
Hervormde kerk (Ihrhove)
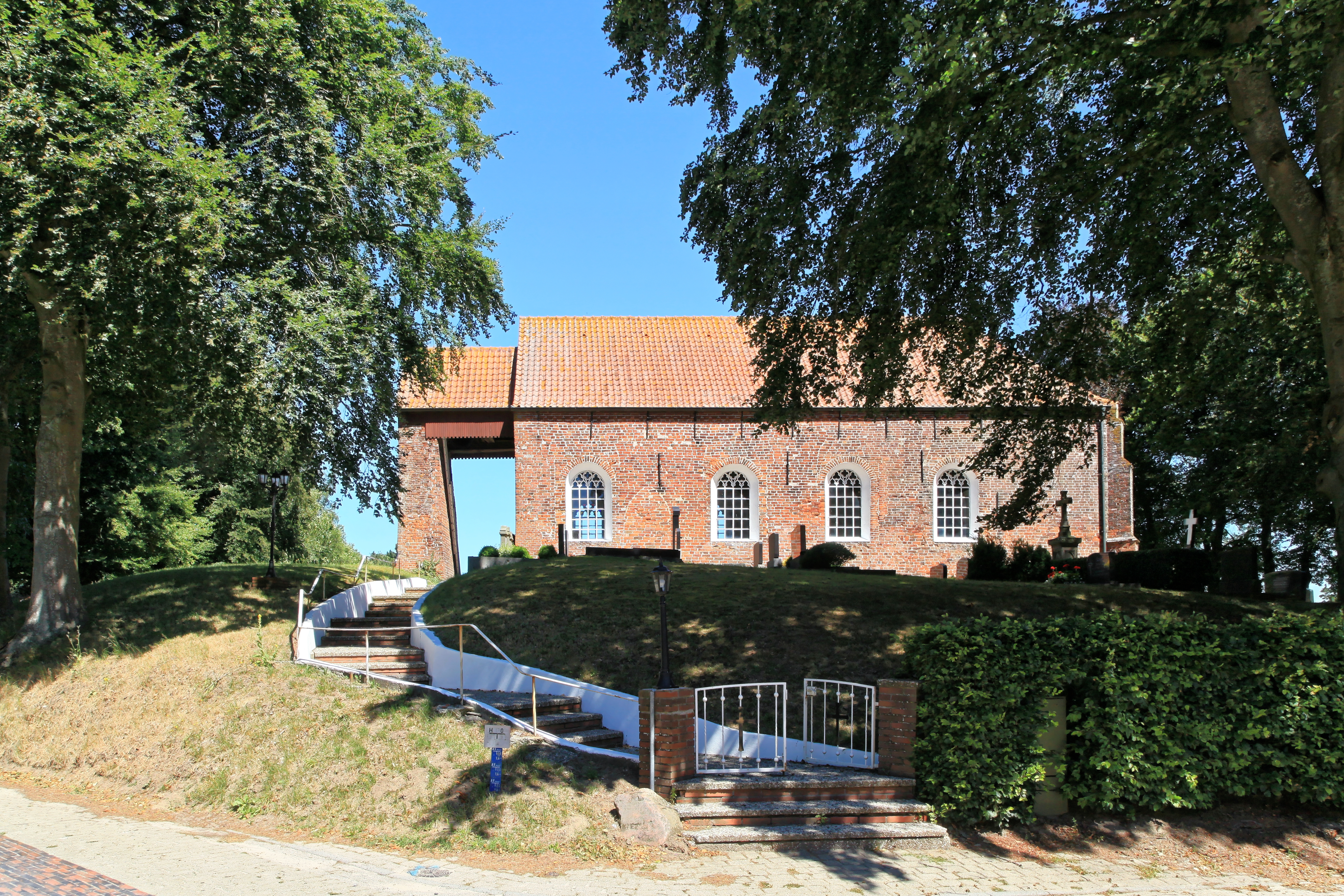
Kerk en kerkhof op de terp van Mitling-Mark
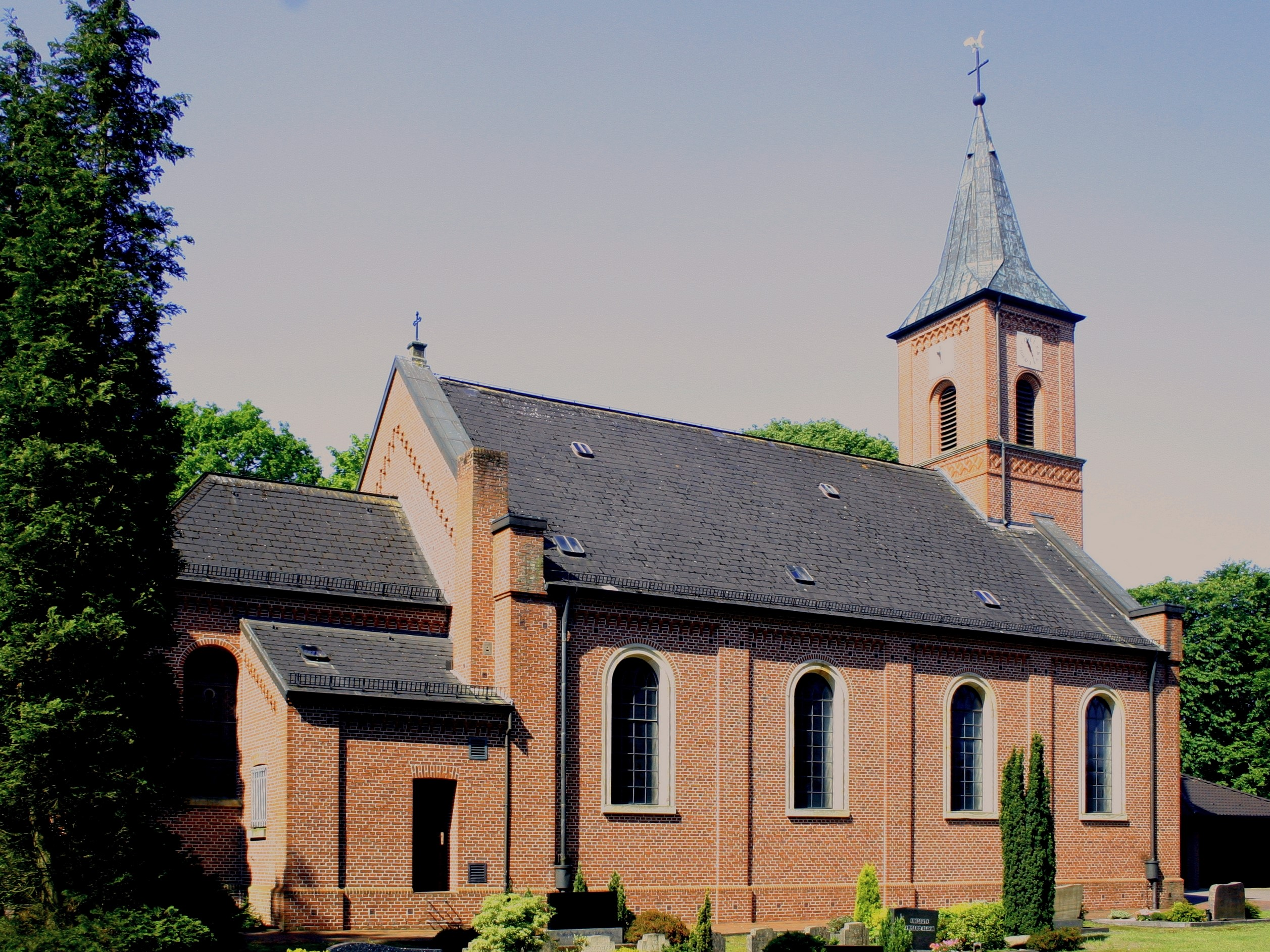
Kerk van Steenfelde
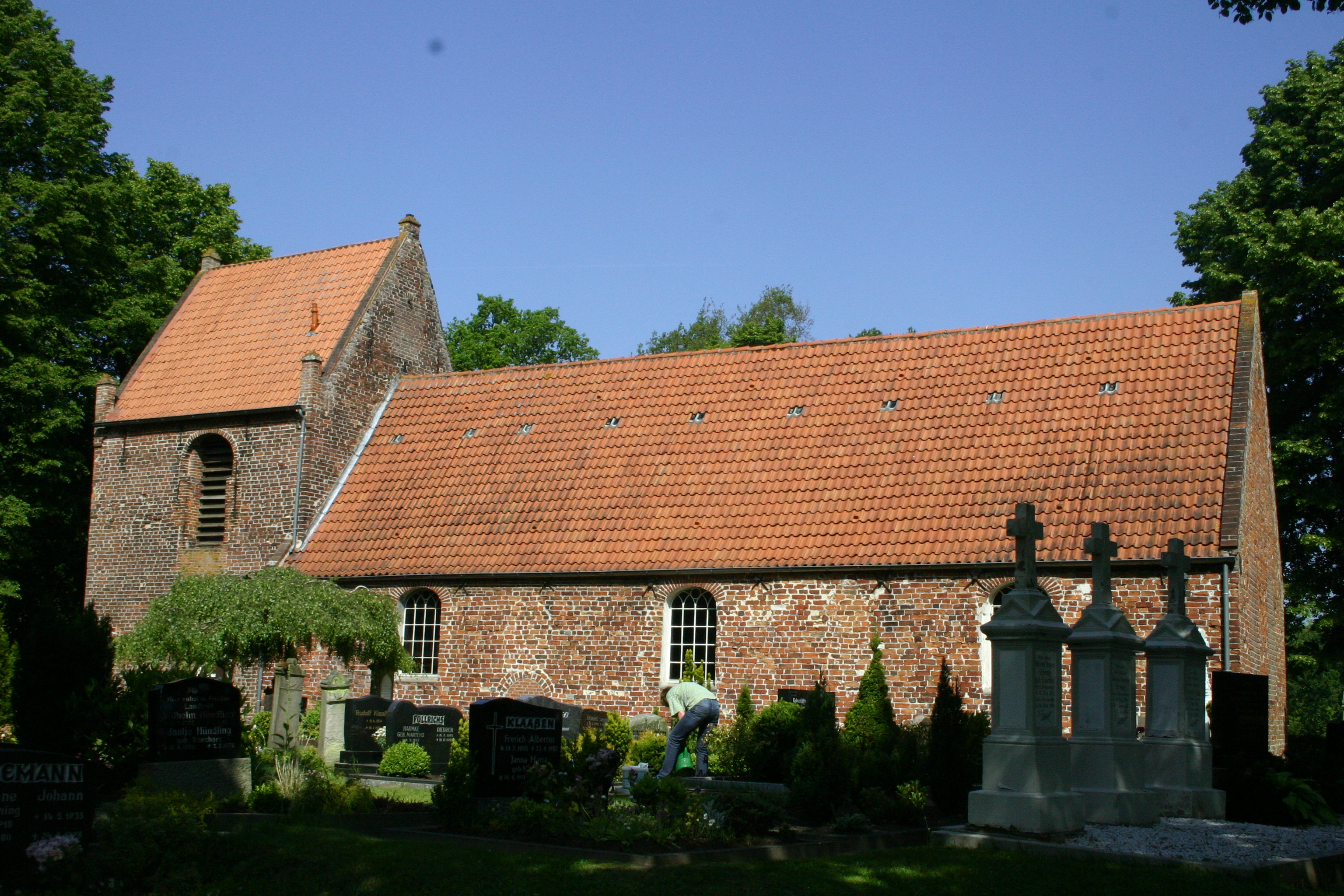
Kerk van Großwolde
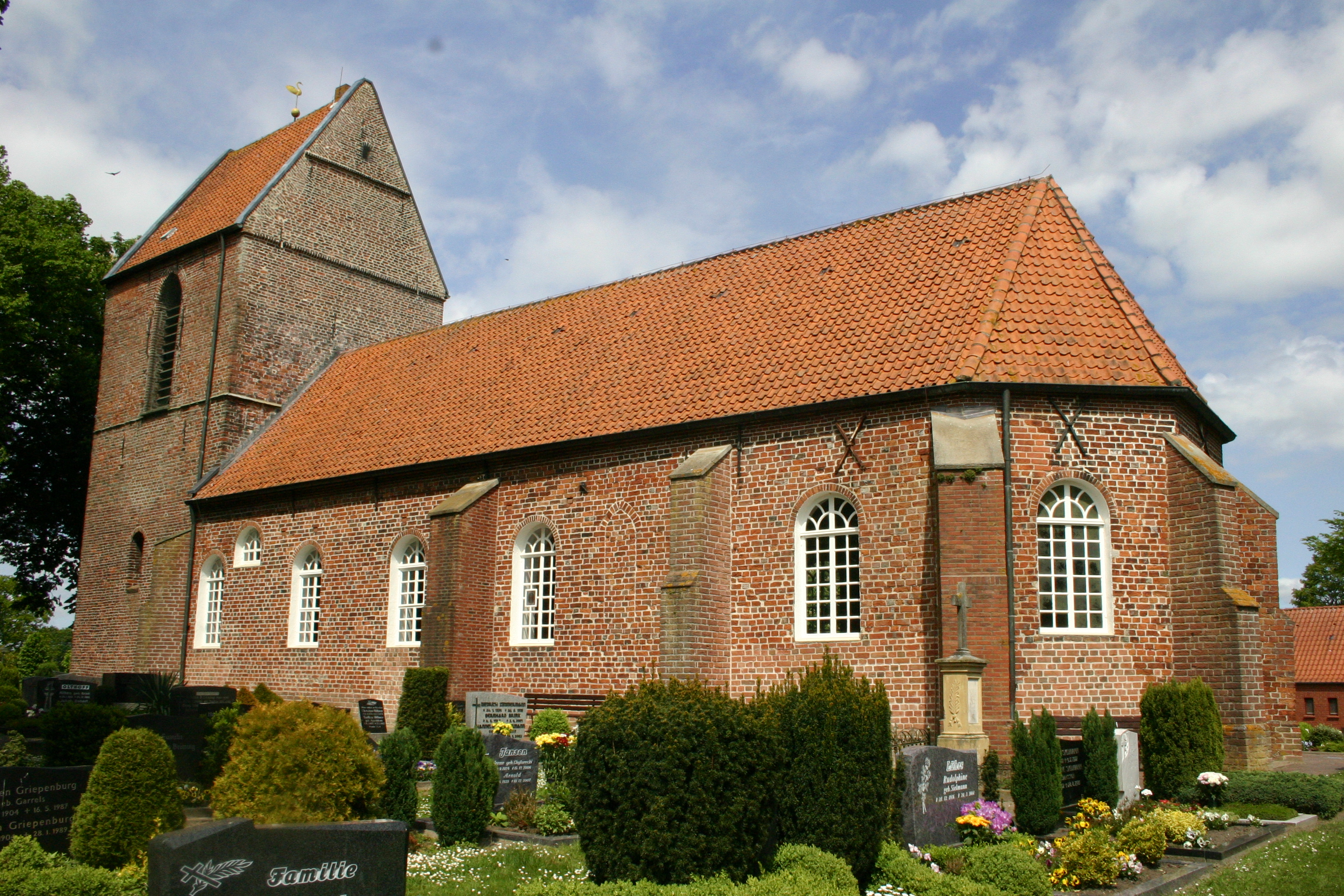
Lutherse St. Pieters- en Pauluskerk, Völlen
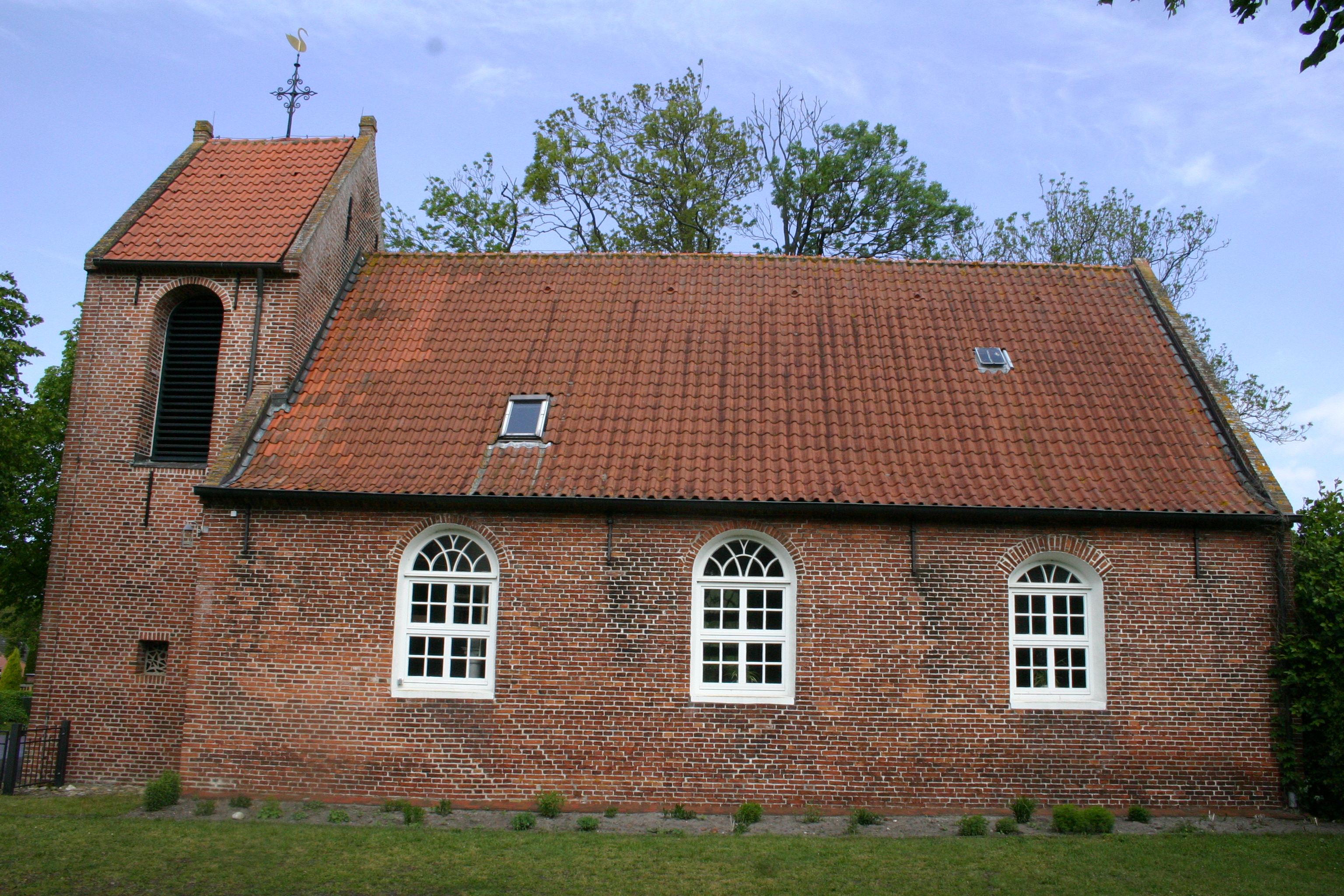
Sebastiaan- en Vincentiuskerk, Breinermoor
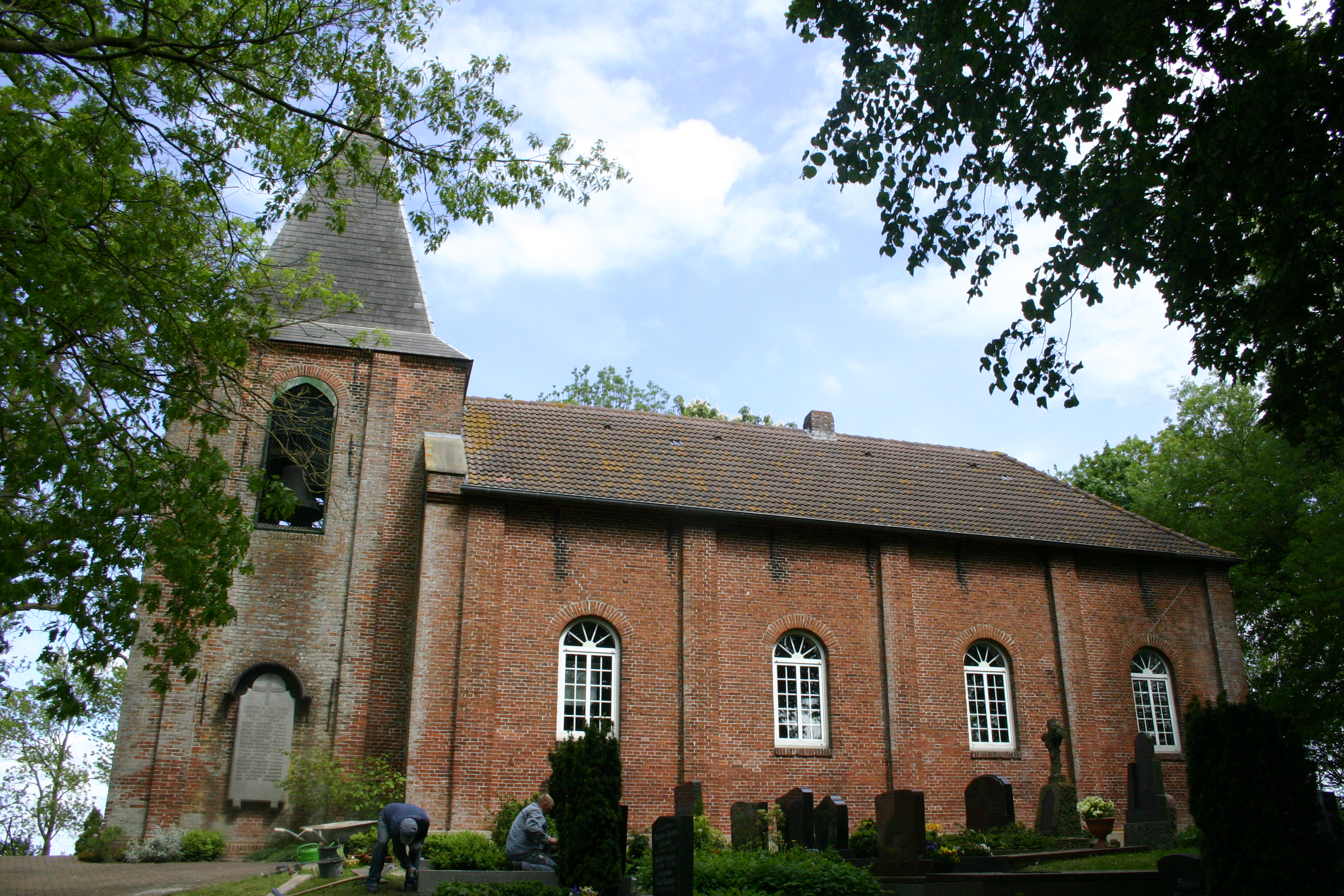
Johannes de Doperkerk (Grotegaste)
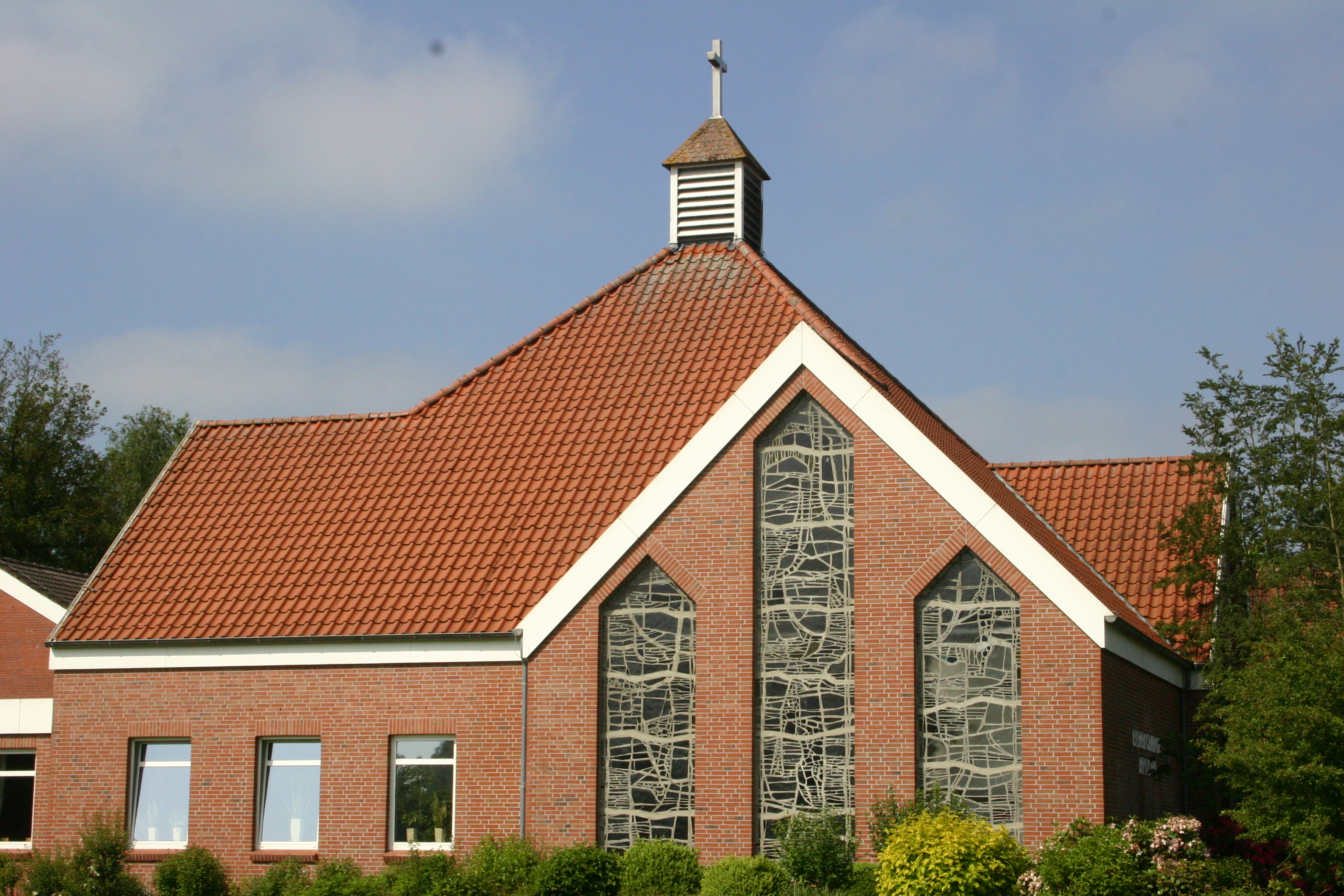
Baptistische kapel Ihren
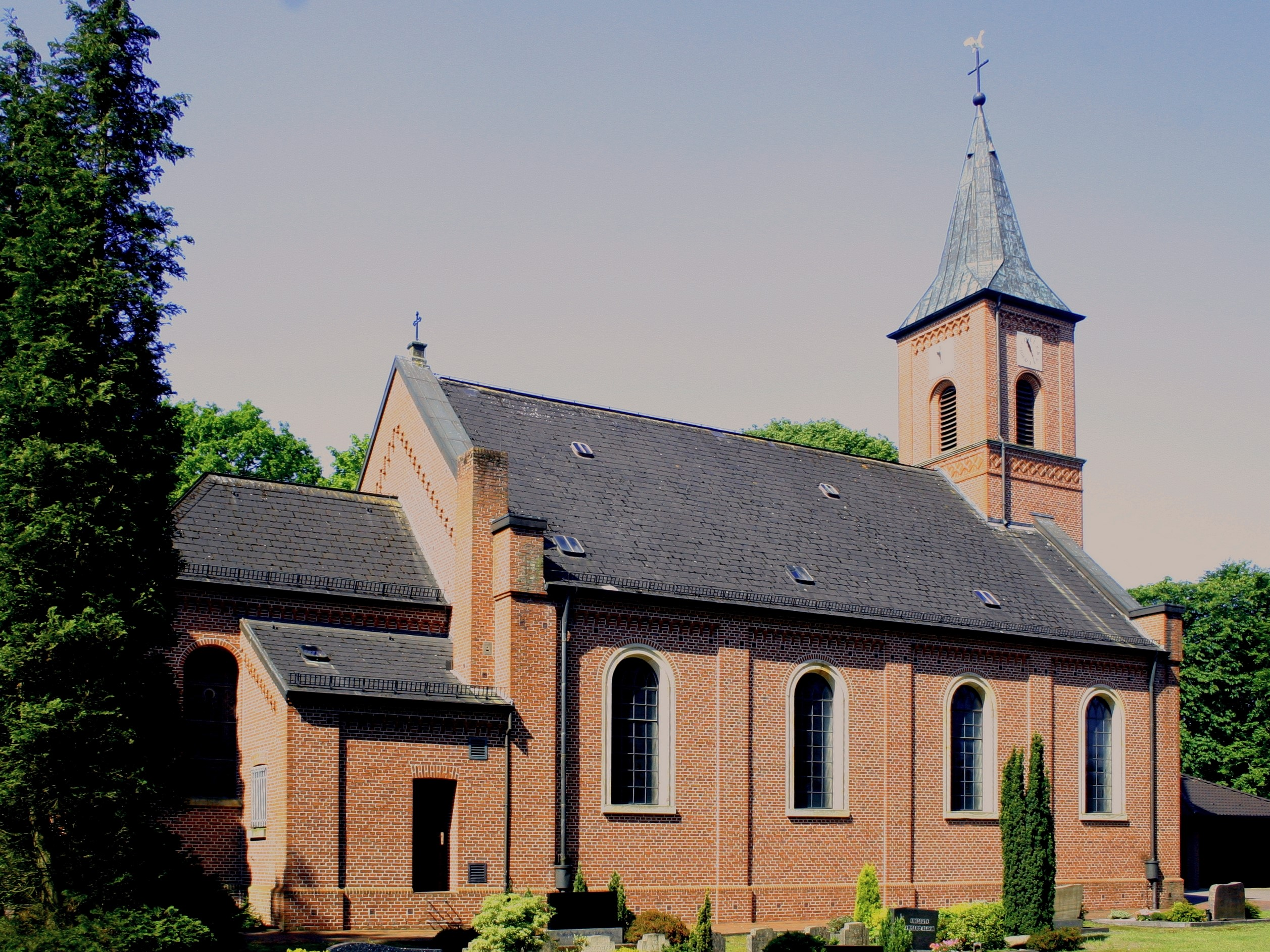
St. Bernarduskerk, Flachsmeer
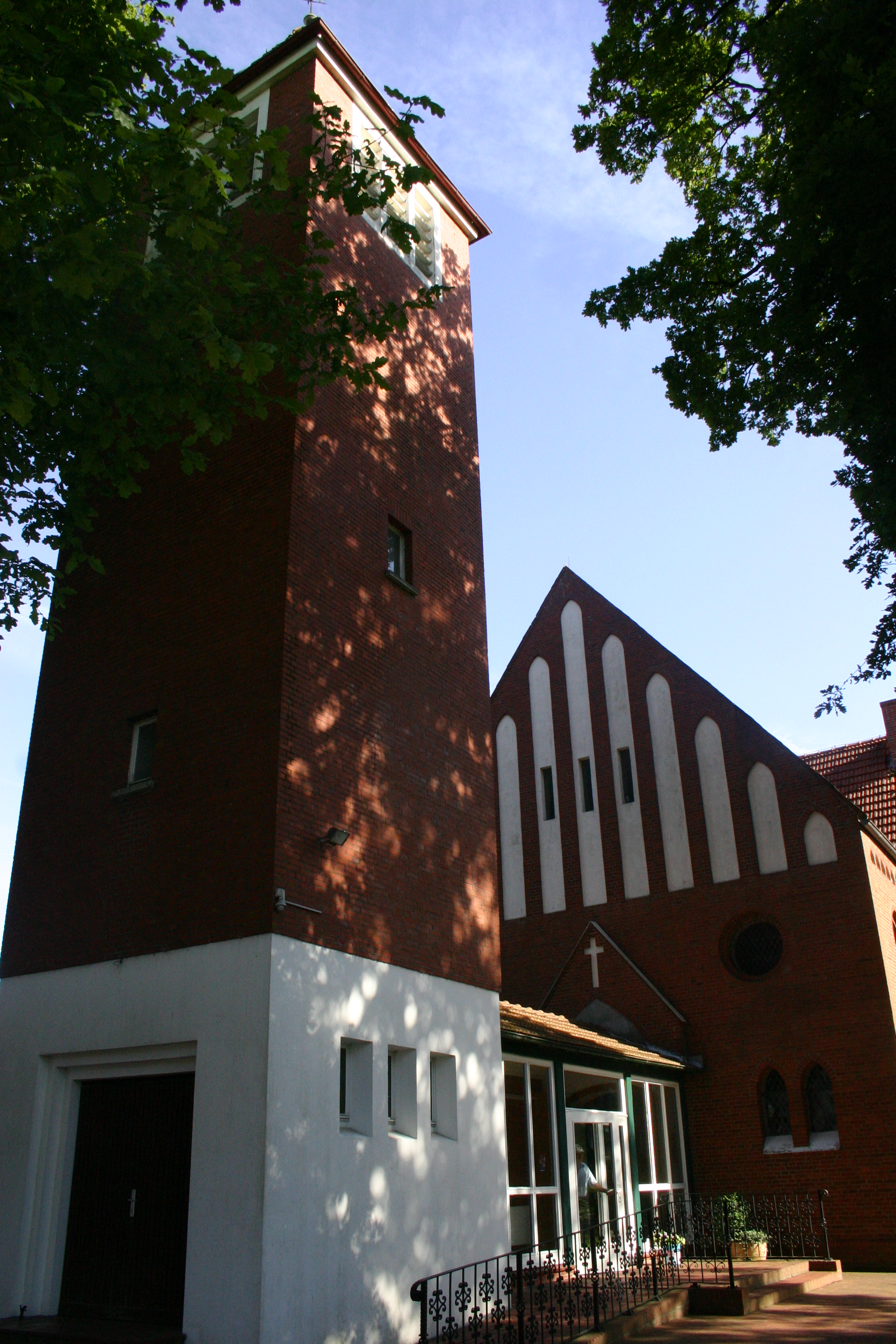
Christuskerk (Völlenerkönigsfehn)
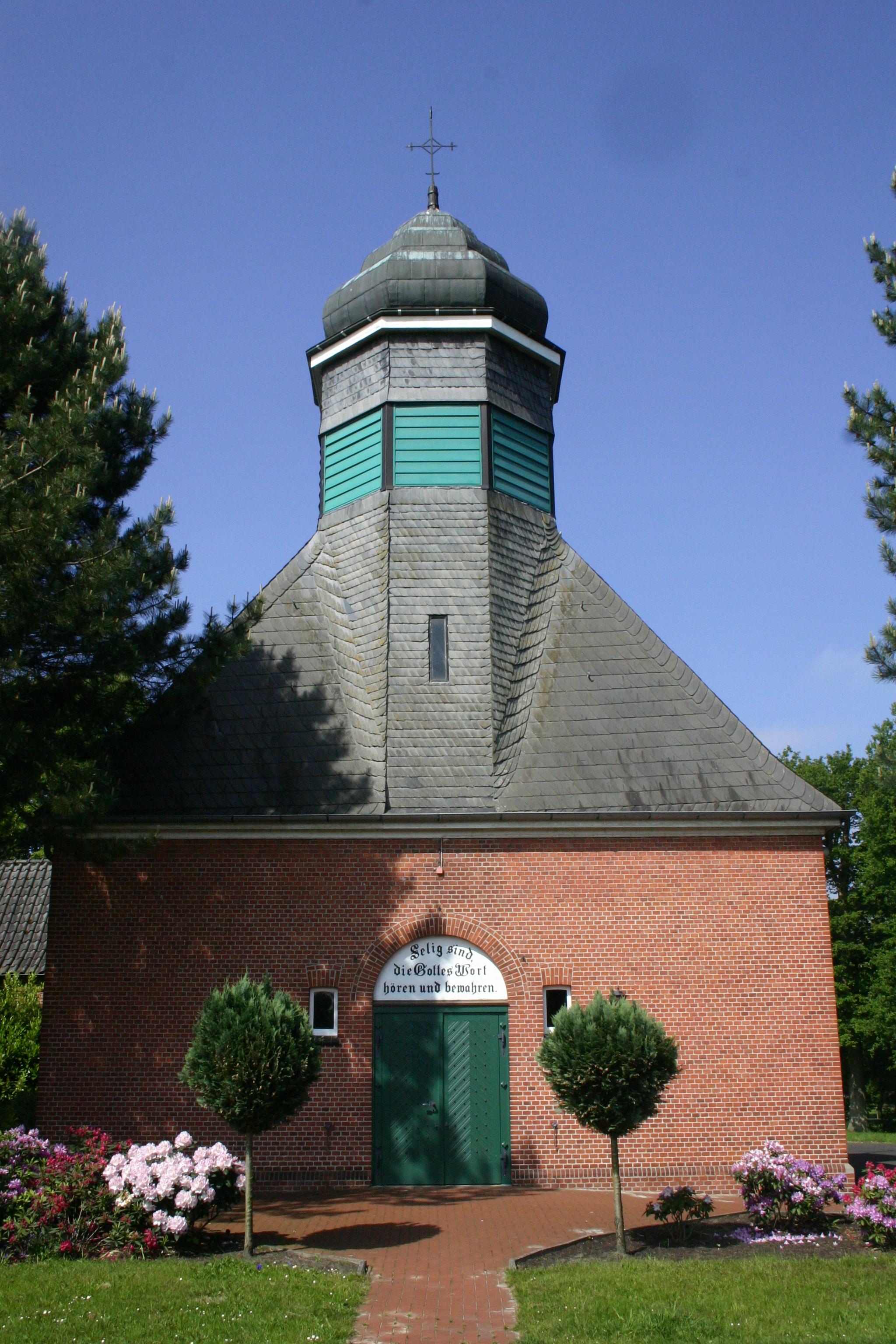
Hervormde kerk (Ihrenerfeld)

### Overige

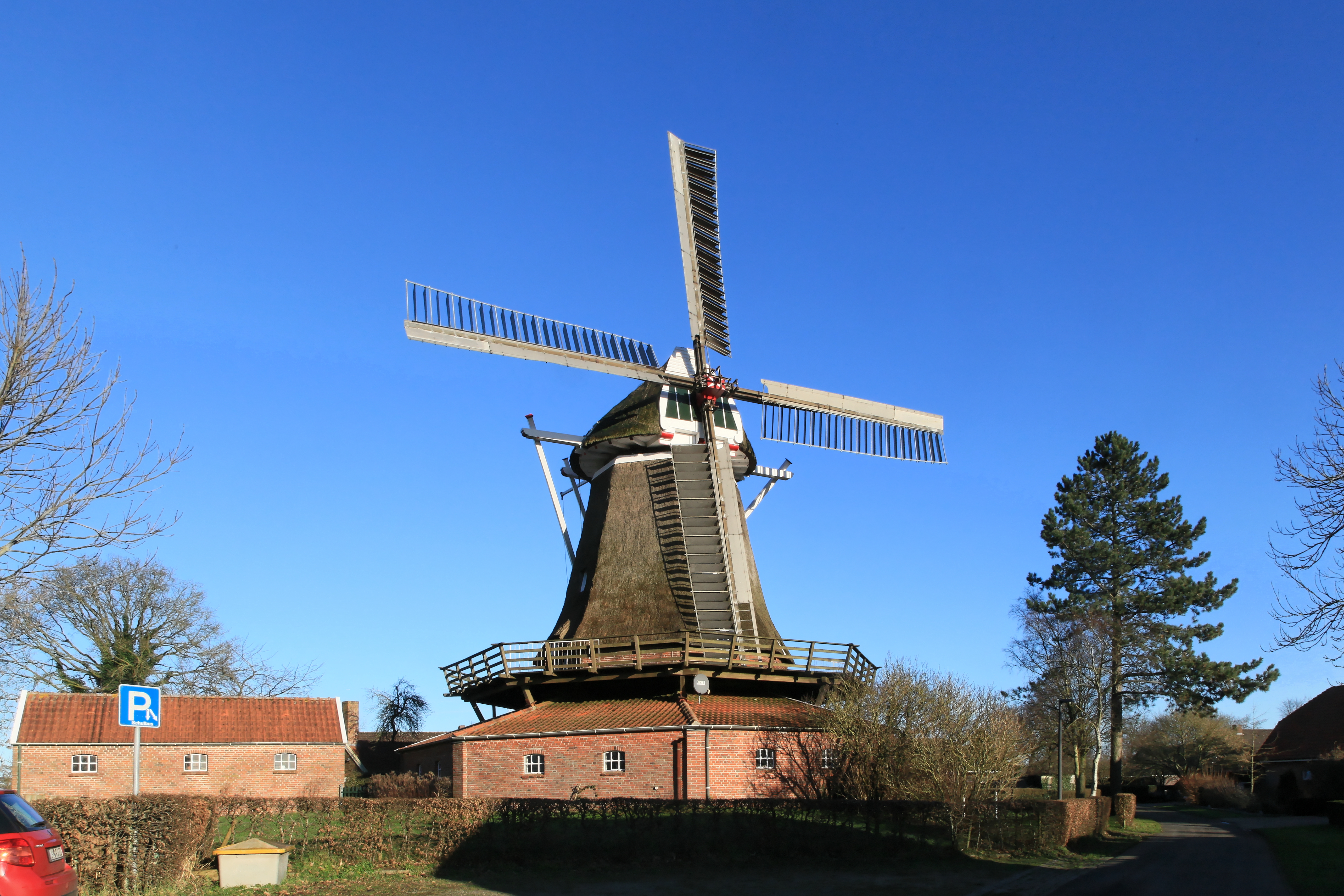
Molen van Mitling-Mark
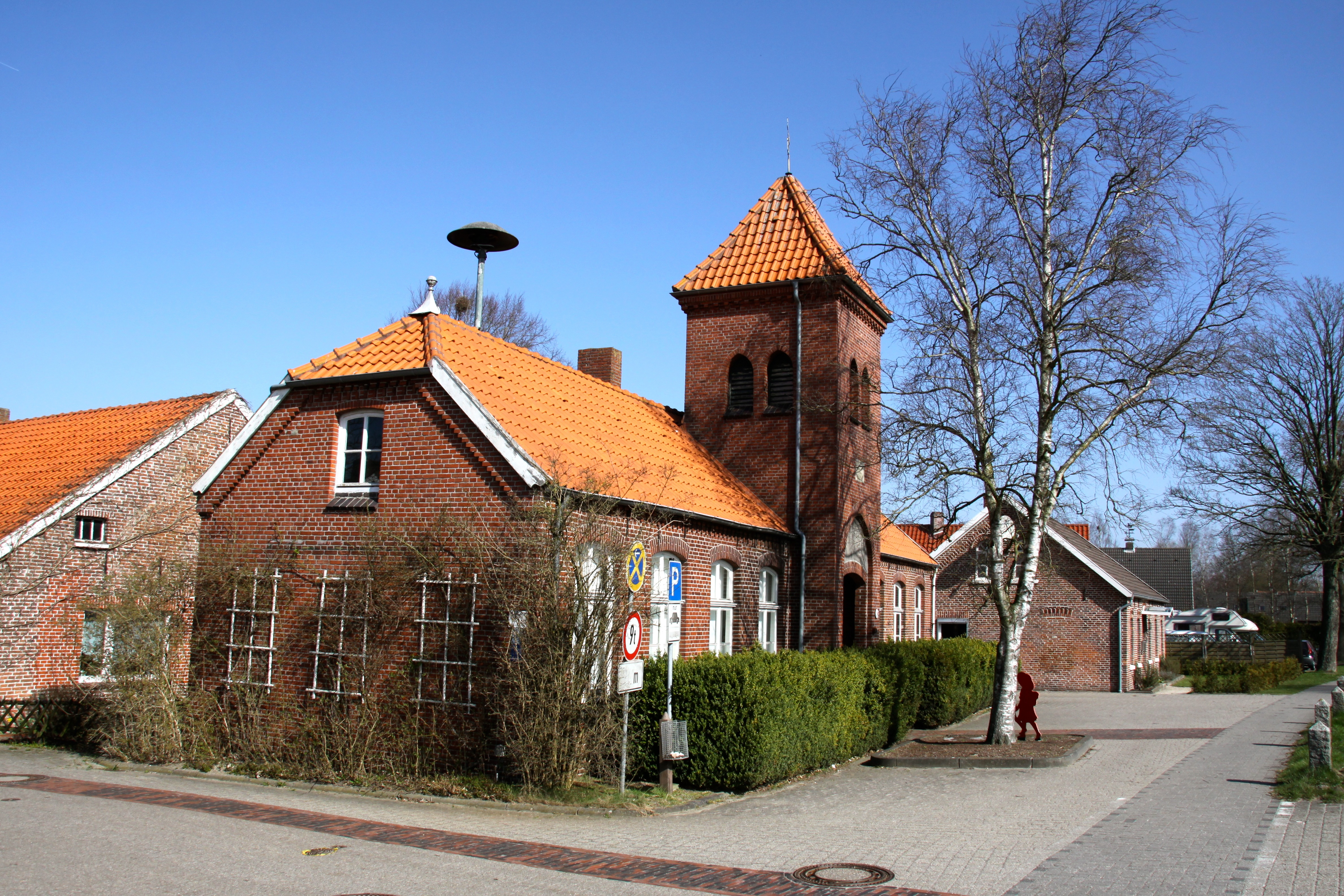
Schoolmuseum te Folmhusen

## Bekende personen in relatie tot de gemeente
- Wilhelm Brechtezende (Großwolde, 1886–1966) of Oll Willm, zie hierna: Trivia
- Diverse baptistische en altreformierte dominees, die in de gemeente geboren zijn of lange tijd gewerkt hebben, hebben tot buiten de regio met name op kerkelijk gebied belangrijke invloed uitgeoefend. Belangstellenden worden verwezen naar de Duitse Wikipedia.
- Johann Niemann (Völlen, 4 augustus 1913 - Sobibor, 14 oktober 1943), berucht nazi, werkzaam in de Emslandlager, daarna als SS-Untersturmführer op gruwelijke wijze werkzaam in het vernietigingskamp Sobibor. Het United States Holocaust Memorial Museum bezit door Niemann gemaakte dagboeken en foto's over de kampen.

## Politiek

### Samenstelling gemeenteraad
De gemeenteraad bestaat uit 32 gekozen leden, plus een zetel voor de gekozen burgemeester. De raad is sinds de verkiezingen in september 2021 als volgt samengesteld:
| Partij                | 2021 | 2016 |
| --------------------- | ---- | ---- |
| SPD                   | 16   | 16   |
| CDU                   | 8    | 10   |
| Bündnis 90/Die Grünen | 3    | 2    |
| MOIN                  | 2    | 3    |
| dieBasis              | 1    | -    |
| Linke                 | 1    | -    |
| Overigen              | 1    | 1    |
| Burgemeester1         | 1    | 1    |

1 De burgemeester is ambtshalve lid van de raad

### Burgemeester
De laatste burgemeestersverkiezingen waren in 2021. In Nedersaksen geldt voor de burgemeester een ambtsperiode van acht jaar. Bij de verkiezingen in 2016 was een tweede ronde nodig, waarbij uiteindelijk Theodor Douwes (partijloos) werd gekozen. Deze had in 2021 geen tegenkandidaat en werd door driekwart van de kiezers herkozen.

## Trivia

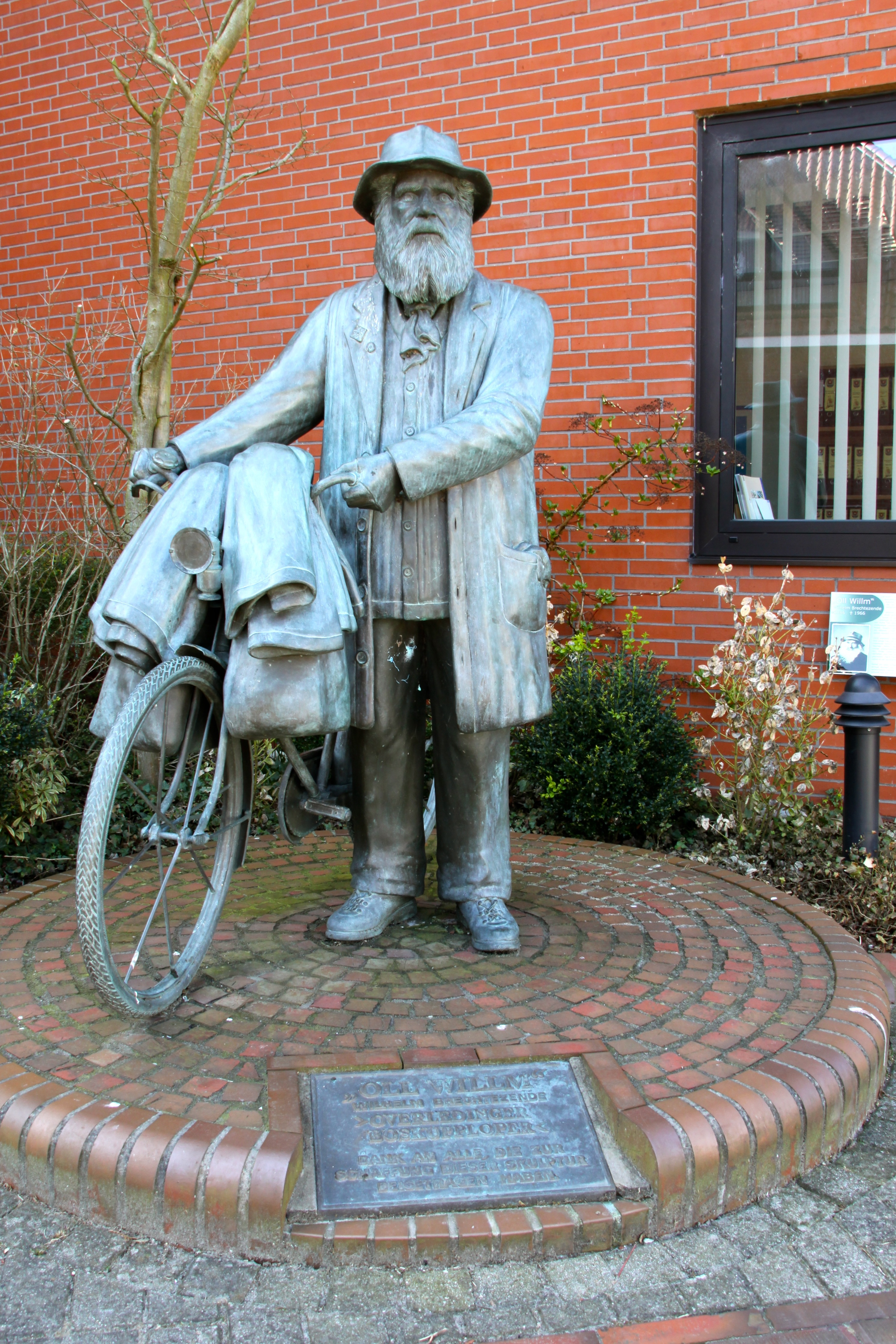
Standbeeld Oll Willm voor het gemeentehuis in Ihrhove

Oll Willm ("Oude Willem") was een geliefde, kleurrijke figuur in Großwolde in de eerste helft van de 20e eeuw. Hij verdiende de kost als Böskupploper, door voor anderen boodschappen te doen. Toen de nazi's aan de macht waren gekomen, sarden zij de zonderling, o.a. door hem te mishandelen, kaal te scheren en voor een futiliteit tot gevangenisstraf te veroordelen. Ook staken jongens van de Hitlerjugend zijn hutje in brand. In 2011 werd te Ihrhove voor hem een standbeeld opgericht.
Het dorp Völlerkönigsfehn heeft de Oostfries Nedersaksische bijnaam Hunstērt of Hondesteert, Nederlands: hondenstaart. Dit komt, doordat de in de 19e eeuw vaak  zeer arme inwoners van het dorp alleen hondenkarren als vervoermiddel hadden.